# Corcelles, Ain
Corcelles är en kommun i departementet Ain i regionen Auvergne-Rhône-Alpes i östra Frankrike. Kommunen ligger  i kantonen  Brénod som ligger i arrondissementet Nantua. Kommunens areal är 14,16 km². År 2018 hade Corcelles 202 invånare.

## Befolkningsutveckling
Antalet invånare i kommunen Corcelles
Referens: INSEE